# جیمی پترسون
جیمی پترسون (انگلیسی: Jimmy Paterson; ۹ مهٔ ۱۸۹۱ – ۳۱ اوت ۱۹۵۹) بازیکن فوتبال اهل بریتانیا بود.
از باشگاه‌هایی که در آن بازی کرده‌است می‌توان به باشگاه فوتبال آرسنال اشاره کرد.